# Unión Asturianista

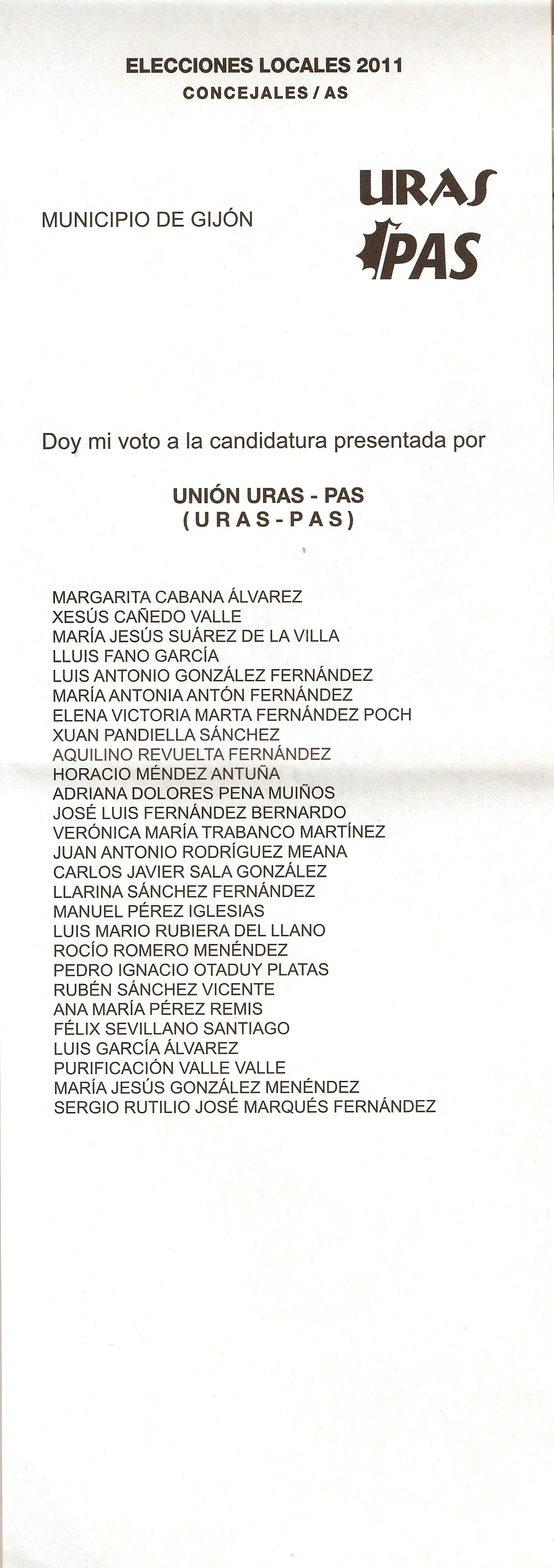
Papeleta de Unión URAS-PAS para las elecciones municipales de 2011. Municipio de Gijón.

Unión Asturianista (también llamada Unión URAS-PAS) fue una coalición electoral formada por el Partíu Asturianista (PAS) y la Unión Renovadora Asturiana (URAS) en el Asturias (España) en noviembre de 2004. 
La presidencia de la misma estaría formada por los líderes de ambos partidos, Xuan Xosé Sánchez Vicente del PAS y Sergio Marqués del URAS (quien fue Presidente del Principado como militante del Partido Popular, hasta que abandonó la disciplina de este partido nacional, del que fue expulsado).
El candidato a la presidencia autonómica se iría alternando entre los dos, correspondiendo la candidatura en la circunscripción central para las elecciones autonómicas de 2007 a URAS, que presentó a Sergio Marqués. De igual forma se realizaron candidaturas alternas en los concejos en los que concurrió a las elecciones locales.
En las elecciones locales de 2007, la coalición obtuvo 11.527 votos (1,95%) y 11 concejales. En las autonómicas 13.338 votos (2,2%), faltándole 2.736 votos en la circunscripción central para conseguir escaño.
No se presentaron a las elecciones generales de 2008.